# Industriestad

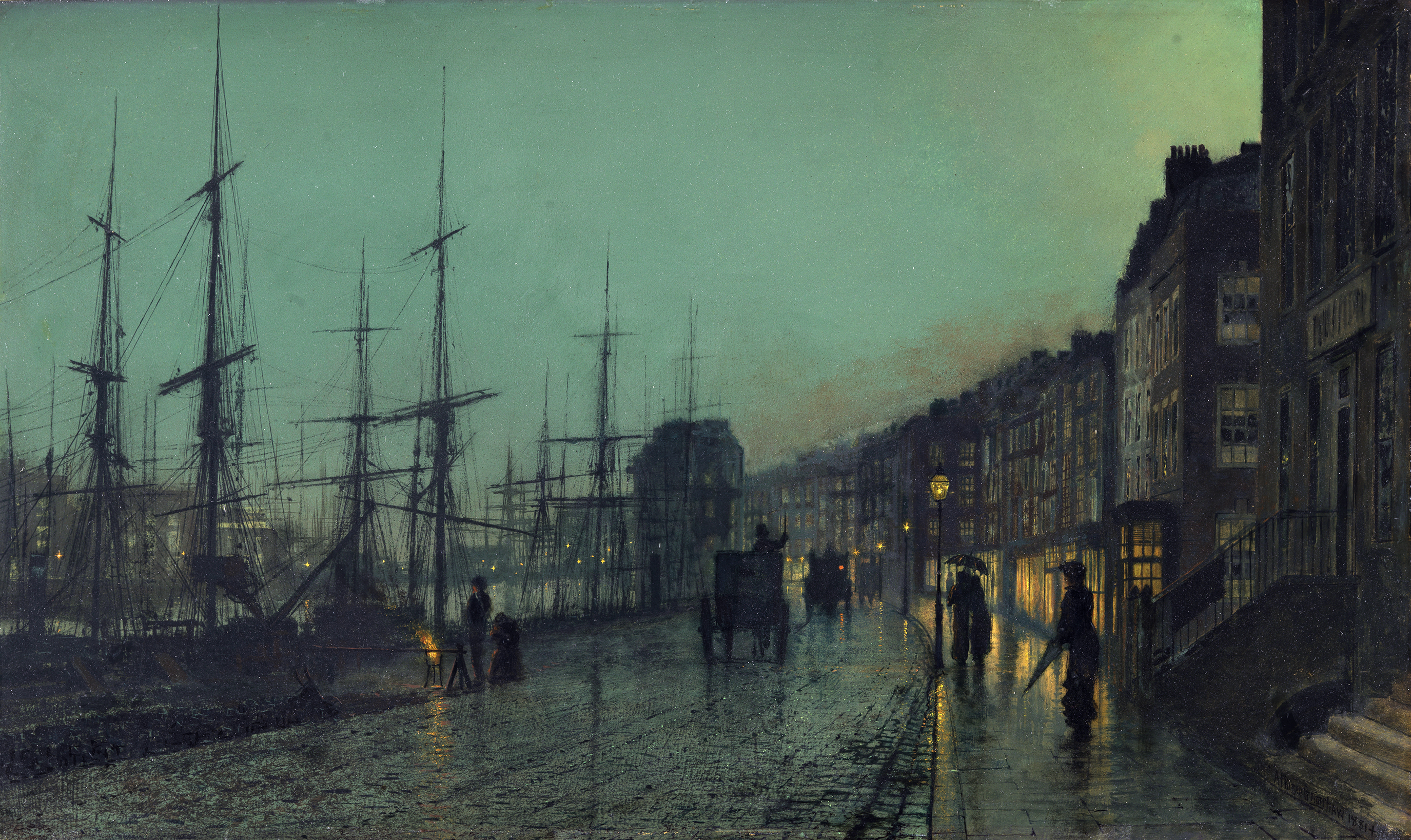
Glasgow in 1881

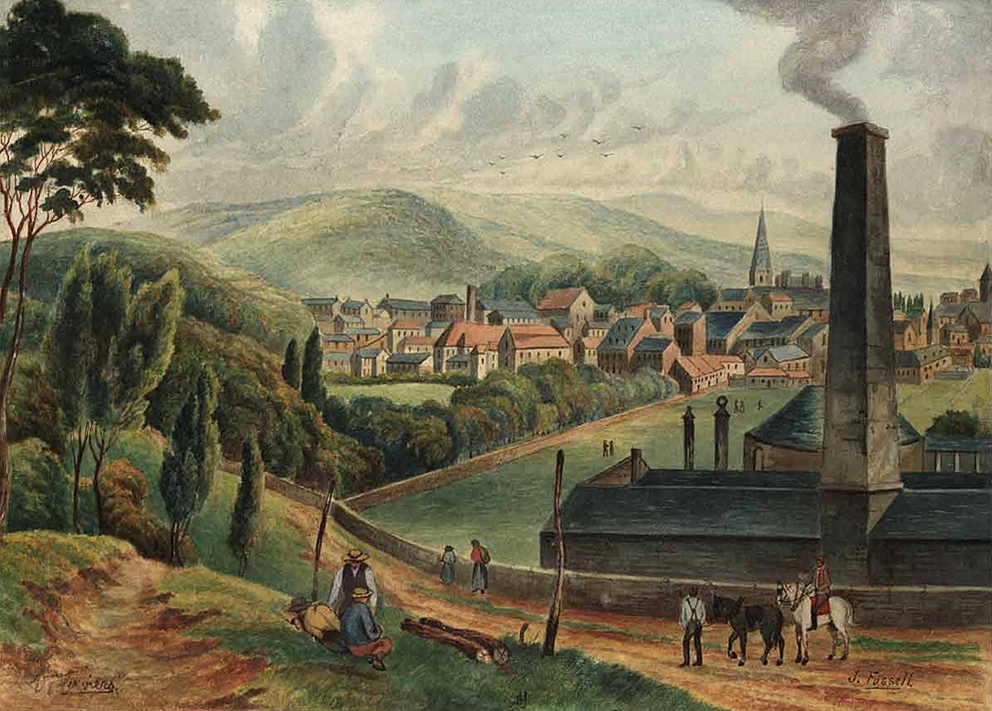
Gezicht op Verviers in de 19e eeuw

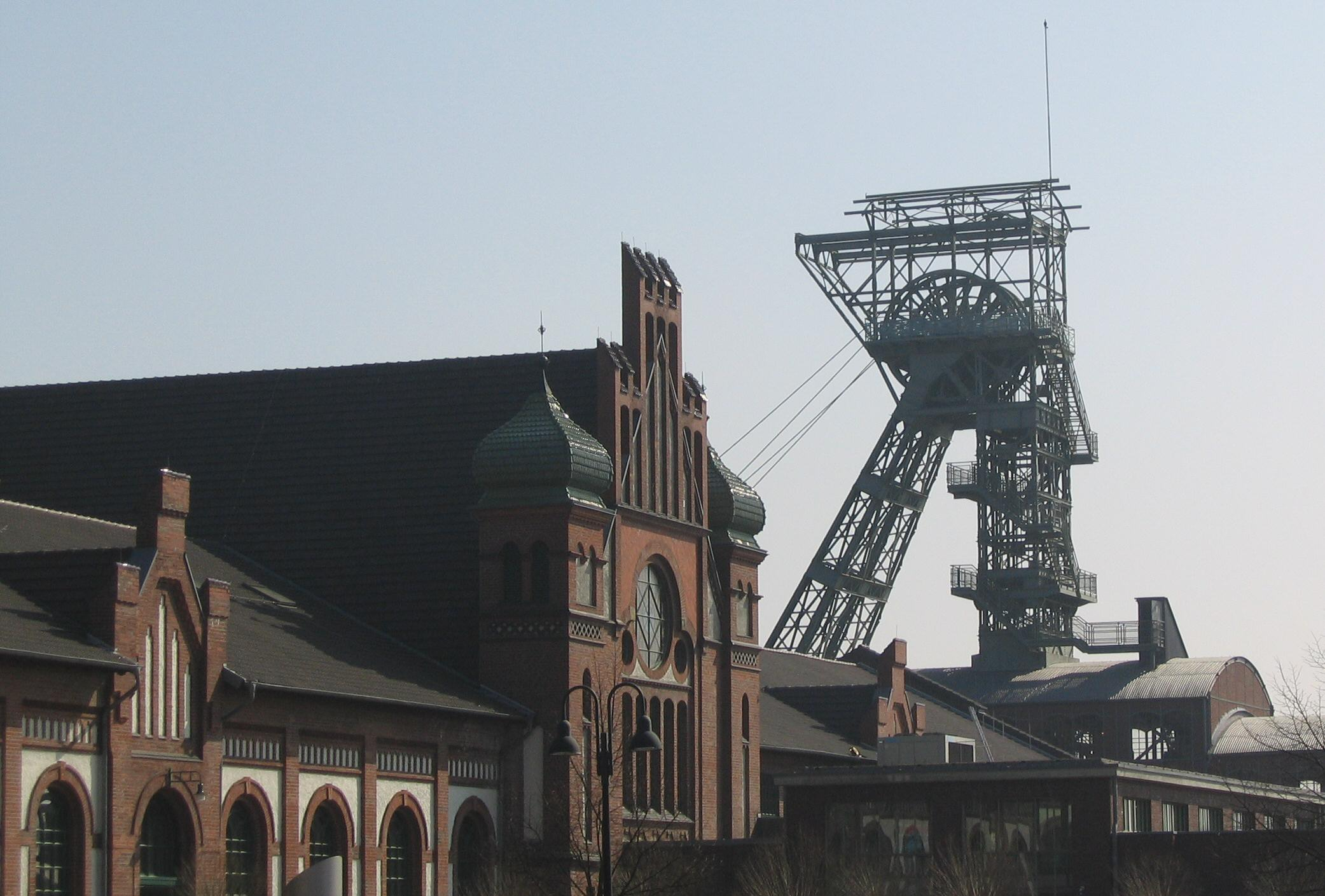
Industrie in Dortmund

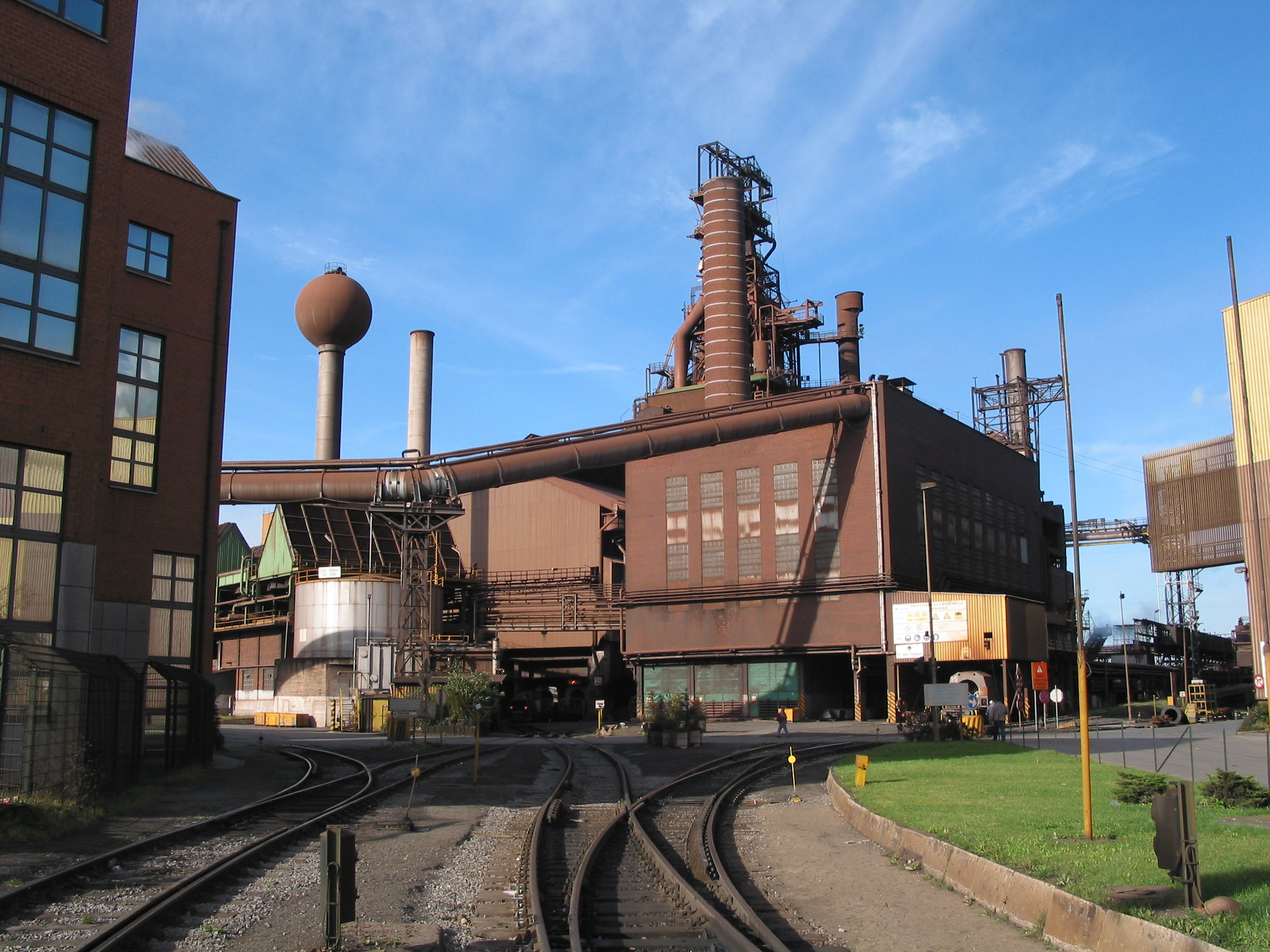
Industrie in Charleroi

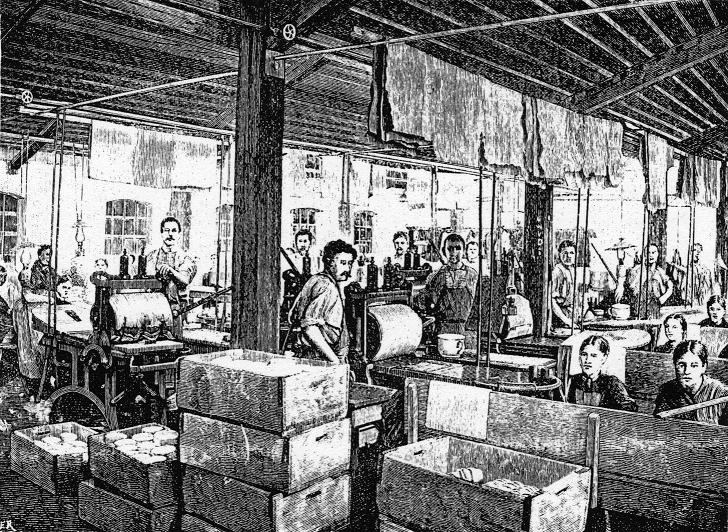
Vroege industrialisatie te Maastricht: de aardewerkfabriek Société Céramique

Een industriestad (ook wel fabrieksstad of werkstad) is een plaats die gekenmerkt is door een snelle uitbreiding ten gevolge van de daar aanwezige industriële bedrijvigheid. Niet zelden waren – soms zeer vervuilende – industriële bedrijven te vinden in of nabij de stadskernen.

## Industrialisatie in historische steden
Het kan daarbij gaan om historische steden die een snelle expansie doormaakten tijdens de industriële revolutie of daarna, zoals Eindhoven, Helmond, Oss, Heerlen, Enschede, Luik en dergelijke. Hierbij werd het middeleeuws-stedelijke karakter sterk gewijzigd en is het vaak grotendeels door de 19e- en 20e-eeuwse industriële ontwikkelingen overheerst. Een vroeg voorbeeld van een dergelijke industriestad is Glasgow.

## Nieuwe industriesteden
Ook nieuwe stedelijke agglomeraties, die in de middeleeuwse tijd slechts dorpen waren of helemaal niet bestonden, konden door industriële vestigingen ontstaan. Voorbeelden daarvan zijn Genk en Geleen, welke vooral ten gevolge van de steenkoolmijnen tot stad zijn geworden. Ook steden als Hengelo, Tilburg, Charleroi en Verviers kunnen tot deze categorie worden gerekend. In de Verenigde Staten is Pittsburgh een typisch voorbeeld van een dergelijke industriestad.
Het Duitse Ruhrgebied is een aaneenschakeling van steden uit beide bovengenoemde categorieën.

## Toerisme
Beide categorieën industriestad worden wel als onaantrekkelijk beschouwd. Tot in de eerste helft van de 20e eeuw werden ze bovendien vaak geteisterd door luchtvervuiling en roetneerslag. Tegenwoordig zijn de vervuilende fabrieken die zich midden in de stad bevonden vaak gesloten of hebben ze als industrieel erfgoed een nieuwe, soms museale of culturele, bestemming gekregen. Naast een dergelijk erfgoed zijn er nog de vaak paleisachtige fabrikantenvilla's die, eenmaal gerestaureerd, bij kunnen dragen aan de aantrekkelijkheid van een dergelijke stad. Veel industriesteden trekken tegenwoordig dan ook toeristen met hun industriële verleden.

## Steden met industrie
De term industriestad wordt ook wel gebezigd voor een op zich historische stad, waar zich aan de rand ervan belangrijke industriële bedrijven ontwikkelden, terwijl de historische kern betrekkelijk ongeschonden is. Zo worden ook steden als Maastricht, Leiden en 's-Hertogenbosch wel als industriestad beschouwd.

## Havensteden
Een bijzondere vorm van een industriestad is de havenstad. De aanwezigheid van een (zee)haven, zoals in Rotterdam, Antwerpen of Hamburg, leidt eveneens tot de vestiging van grote industriebedrijven, maar zorgt voor een geheel eigen karakter.